# مارکوس میلنر (بازیکن فوتبال)
مارکوس میلنر (انگلیسی: Marcus Milner؛ زادهٔ ۲۸ نوامبر ۱۹۹۱) بازیکن فوتبال اهل جامائیکا است.
از باشگاه‌هایی که در آن بازی کرده‌است می‌توان به باشگاه فوتبال مالدون و تیپتری، باشگاه فوتبال ویر، باشگاه فوتبال ساوتند یونایتد، باشگاه فوتبال برانتوود تاون، باشگاه فوتبال کراولی داون گاتویک، و باشگاه فوتبال وینگیت و فینشلی اشاره کرد.